# الغيليات (المفلحي)

تعديل مصدري - تعديل

الغيليات هي إحدى قرى عزلة المفلحي بمديرية المفلحي التابعة لمحافظة لحج، بلغ تعداد سكانها 159 نسمة حسب تعداد اليمن لعام 2004.